# Mohamed Ali Acha-Cheloi
Mohamed Ali Acha-Cheloi (nascido em 30 de março de 1951) é um ex-ciclista olímpico iraniano. Representou sua nação na prova de corrida individual em estrada nos Jogos Olímpicos de Verão de 1976.